# Heshangdasan
Heshangdasan (chinois simplifié : 和尚大伞 ; chinois traditionnel : 和尚大傘 ; pinyin : Héshàngdàsǎn ; Wade : He²shang⁴da⁴san³) est la réponse que Mao Zedong aurait faite au journaliste Edgar Snow en 1936, en réponse à la question : « Comment vous définiriez-vous vous-même ? » La forme de réponse en phrase de quatre caractères correspond à un chéngyǔ, c'est-à-dire une maxime à forme figée.

## Traductions
和尚 signifie moine et 大伞 signifie grand parapluie. On trouve également la forme 打伞, dǎsǎn au sens et à la prononciation voisins tenir un parapluie. Selon l'habitude des chengyu, il faut comprendre la phrase dans son ensemble à partir de ces mots.
La première traduction est d'Edgar Snow , lui-même, il traduit "Je me sens comme un moine solitaire marchant sous une ombrelle trouée."
Cependant, Simon Leys , en 1976 remplace ombrelle trouée par parapluie, et fait le lien avec une vieille devinette qui trouve elle aussi sa réponse sous forme de Chengyu : "Que voit une puce sur la tête d'un moine marchant sous un parapluie ? - Ni cheveux ni ciel", par rapport au fait que les moines ont le crâne rasé. Dans la tradition des chengyu, les homophones sont souvent employés, et ni cheveux ni ciel 无发无天, Wú fā wú tiān est proche de 无法无天, Wú fà wú tiān, « sans loi ni Dieu », autrement dit wikt:sans foi ni loi.